# Ahmad I Karamanli
Ahmad I Karamanli, noto anche con lo pseudonimo di Ahmed (1686 – 1745), è stato un militare ottomano, primo pascià e fondatore della dinastia dei Karamanli in Tripolitania, dal 29 luglio 1711 al 4 novembre 1745.

## Biografia
Forse lui stesso, o il padre, era di origine turca anatolica, della regione cioè del Karaman.
Ufficiale della cavalleria dei Giannizzeri, assassinò il governatore ottomano di Tripolitania e s'impadronì del potere, riuscendo poco dopo a farsi riconoscere dall'impotente Impero ottomano come legittimo governatore e a far riconoscere quella sua carica come ereditaria. Sebbene la Tripolitania continuasse a versare nelle casse ottomane il tributo dovuto dalle province del Padishah ottomano, i Karamanli agirono in perfetta autonomia amministrativa e politica.
Uomo intelligente e abile, Ahmad ampliò notevolmente l'economia della sua città, particolarmente attraverso l'impiego di corsari che agivano sulle rotte navali del Mediterraneo. Le nazioni che intendevano proteggere il loro naviglio dai corsari furono obbligate a pagare un tributo al Pascià. Su terra invece egli ampliò il suo controllo sulla Tripolitania, così come sul Fezzan e sulla  Cirenaica prima della sua morte, avvenuta nel 1745.